# Niebla (Chili)
Pour les articles homonymes, voir Niebla.
Niebla est une commune du Chili faisant partie de la province de Valdivia elle-même rattachée à la région des Fleuves. Elle est située à l'embouchure du Río Valdivia, à 17 km au sud-ouest de la ville de Valdivia, face au port de Corral
Elle avait une population de 2.202 habitants selon le recensement de 2002. Niebla est la station thermale la plus importante de la région, avec de belles plages et de bons restaurants spécialisés dans les fruits de mer.
Le Fort de Niebla (nommé Castillo de la Pura y Limpia Concepción de Monfort de Lemus) est l'une des fortifications du système de fortification de Valdivia construit au XVIIe siècle dans l'estuaire de la rivière Valdivia. Il a été érigé au milieu de ce siècle par l'armée que le vice-roi du Pérou a envoyée afin de refonder la ville de Valdivia et de construire un complexe de défense sur ses côtes. Le 22 mai 1960, tout le sud du Chili est secoué par le Séisme de 1960 à Valdivia, d’une magnitude de 9,5 sur l’échelle de Richter. Dans la baie de Corral, les plus grosses vagues de ce tsunami, d'une hauteur d'environ 12 m, ont été formées.
|              |
| Localisation |

|                |
| Fort de Niebla |

|                       |
| Le phare Morro Niebla |